# Большое Сатыково
Большое Сатыково — проточное озеро в России, расположено в Тавдинском городском округе Свердловской области. Через озеро протекает река Лайма (приток Носки). Площадь озера составляет 13,2 км², площадь водосбора — 220 км².
Озеро Большое Сатыково расположено примерно в 31 км к востоку от города Тавды и в 2 км к северо-востоку от озера Малое Сатыково. У юго-восточного берега озера находится болото Тармышково, у юго-западного берега — деревня Большое Сатыково (нежилая). У северного берега произрастают смешанные леса. Из рыб водятся щука, окунь, чебак, язь, карась.